# Die Geschöpfe des Prometheus
Die Geschöpfe des Prometheus, opus 43 (C-groot) is de muziek van de Duitse componist Ludwig van Beethoven bij het gelijknamige ballet van choreograaf Salvatore Viganò. Deze choreografie is verloren gegaan, maar musicoloog Jean Chantavoine en toneelschrijver Maurice Léna hebben een reconstructie gemaakt van de handeling aan de hand van de nog wel beschikbare bronnen over dit werk.

## Muzikale delen en handeling (reconstructie)
- Ouverture

AKTE I:
- Introduction - De mensheid wordt voorgesteld als twee nog levenloze standbeelden bij de Olympus (oorspronkelijk gespeeld door Maria Casentini en Salvatore Viganò, die tevens de choreografie heeft gemaakt). Zeus probeert Prometheus via een hevige storm tegen te houden het vuur aan de mensen te geven. Toch slaagt deze erin. Prometheus zakt uitgeput in elkaar.
- 1 Poco Adagio - De twee standbeelden komen tot leven (eerst de man en dan de vrouw). Zonder verdere levenservaring danst het tweetal onbezorgd rond, tot ergernis van Prometheus.
- 2 Adagio - allegro con brio - Prometheus is kwaad om de ongemanierdheid van de twee beelden en hij overweegt de mensheid te vernietigen. Maar de hemel grijpt in. Door een goddelijk licht wordt hij op andere gedachten gebracht.
- 3 Minuetto - Prometheus is nu van plan de mensen van een opvoeding te voorzien door hen naar de Parnassos te brengen. In dit menuet introduceert hij hen met respectievelijk bloemen en fruit. Aan het eind loopt het drietal weg, de Parnassos tegemoet. Doek.

AKTE II:
- 4 Maestoso - Andante - De goden met aan het hoofd Apollo hebben zitting op een tempel op de Parnassos. Prometheus arriveert met de twee mensen en legt uit dat ze onderwezen moeten worden, zodat ze verstand en emoties ontwikkelen. De lessen beginnen.
- 5 Adagio - Andante quasi allegretto - Hun gevoelens worden opgewekt door harpspel van Amphion, fluitspel van Euterpe (sommige bronnen noemen Arion) en cellospel van Orpheus. De man en vrouw worden verliefd op elkaar.
- 6 Un poco Adagio - Vreugdevolle dans van de twee mensen, voor wie een wereld is opengegaan.
- 7 Grave - De mensen tonen respect voor Prometheus en Apollo. De les wordt vervolgd.
- 8 Allegro con brio - Marcia - Presto - Door de god Mars worden ze middels een imposante optocht onderwezen in de krijgskunst.
- 9 Adagio - Allegro molto - Maar dan komt de dood op in de gedaante van Melpomene. Omdat Prometheus de mensen met het leven ook de dood heeft gegeven, acht ze het juist hem met de dood te straffen. Hij wordt omvergeworpen. Een lange onderbreking. In het donker ligt Prometheus schijnbaar dood.
- 10 Pastorale - Allegro - Thalia laat de dood terugdeinzen door er jeugd en landelijkheid tegenover te stellen. Prometheus komt bij en slaat de scène gade.
- 11 Andante - Op een teken van Bacchus komt Silenus op.
- 12 Maestoso - Adagio - Allegro - Optocht van Silenus. Danse comique die draait om de wijn. ("Solo di Gioia")
- 13 Allegro comodo - Dans van Pan en twee faunen of nimfen.
- 14 Andante - Adagio - Allegretto - De drie gratiën werken verder aan de emotionele ontwikkeling van de vrouw. Solo van de prima ballerina ("Solo della Casentini"). Cupido's komen op. De bruiloft wordt voorbereid.
- 15 Andantino - Adagio - Allegro - De man wordt voorgeleid door Apollo. Solo van de primo ballerino ("Solo di Viganò") en duet.
- 16 Finale: Allegretto - Allegro molto - Bruiloft waarbij verschillende groepen opkomen, de goden eer bewijzen en het slagen van de missie van Prometheus wordt gevierd.

## Eroica
Beethoven baseerde het vierde deel van zijn Eroica Symfonie en zijn Eroica Variaties op het laatste deel van dit muziekstuk.